# Gaius Fufius Geminus (Konsul 2 v. Chr.)
Gaius Fufius Geminus war ein römischer Senator und Politiker zum Ende des 1. Jahrhunderts v. Chr.
Fufius Geminus stammte aus einer plebejischen Familie und war ein Sohn jenes Fufius Geminus, der 35 v. Chr. im Auftrag Octavians die aufständischen Pannonier unterwarf; der Vater gelangte nicht zum Konsulat.
Gaius Fufius Geminus diente im Jahr 2 v. Chr. gemeinsam mit Lucius Caninius Gallus und als Nachfolger des Augustus, der bis dahin das Konsulat innehatte, als Suffektkonsul. Während seiner kurzen Amtszeit wurde die Lex Fufia Caninia erlassen, ein Gesetz, das die freilassungsrechtliche Verfügung von Sklaven per Testament (manumissio testamenti) einschränkte.
Fufius Geminus war verheiratet mit einer Vitia; sein Sohn Gaius Fufius Geminus war im Jahr 29 n. Chr. Konsul.